# Torped
För andra betydelser, se Torped (olika betydelser).

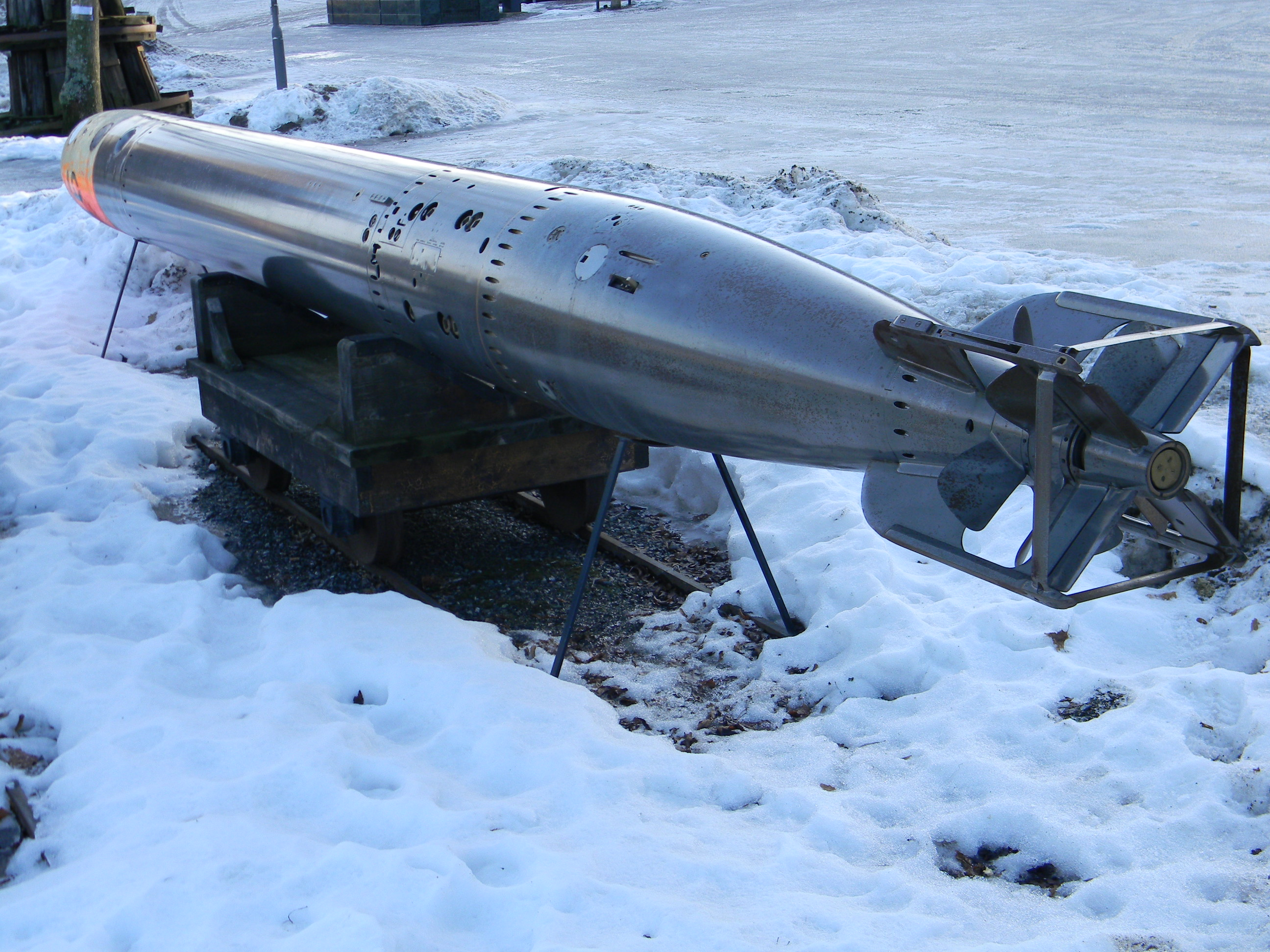
533 mm tung torped uppställd på transporträlsvagn.

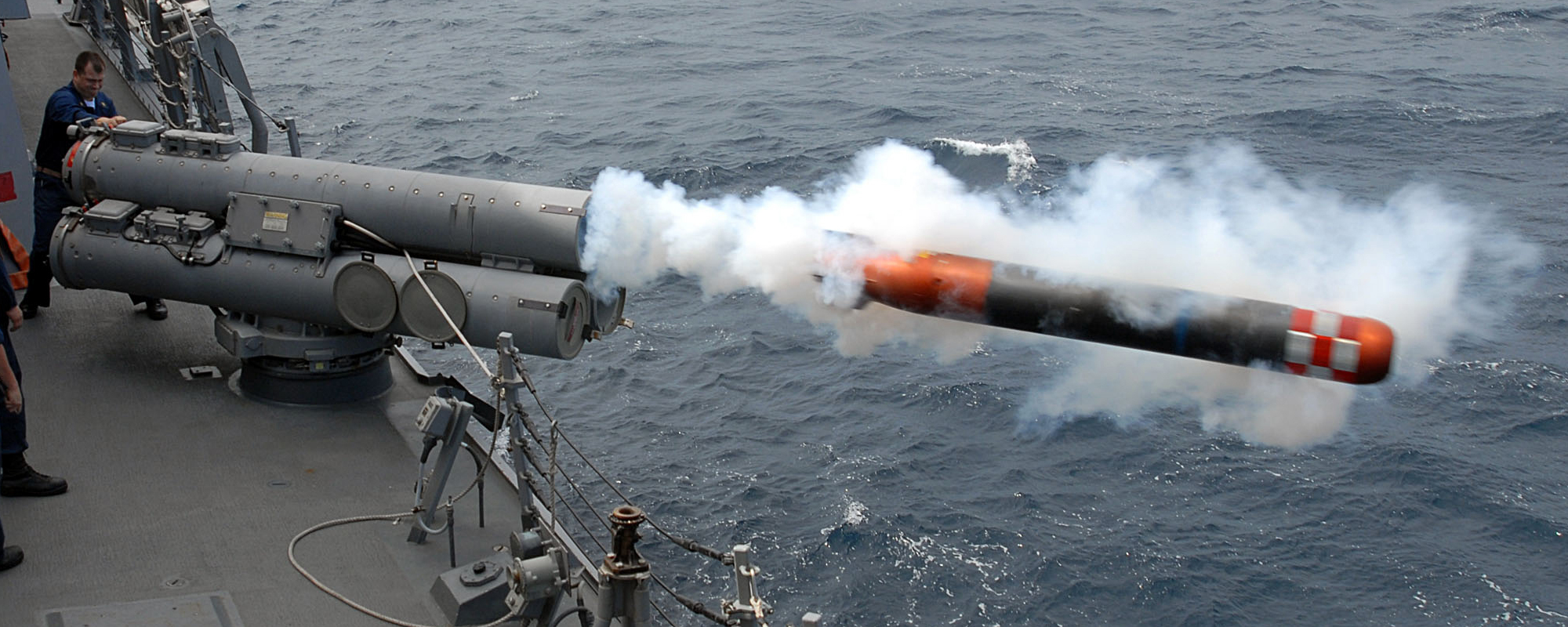
Torped som avfyras från en amerikansk Arleigh Burke-klass jagare.

Torped, svensk militärförkortning torp (tidigare bara t), äldre benämning: självgående mina, är ett obemannat självgående undervattensvapen försett med styrorgan och framdrivningsanordning för förflyttning under undervattenyta. Det är avsett att verka mot sjömål som övervattensfartyg (ytskepp) och undervattensfartyg (ubåtar), vilket traditionellt sker genom att torpeden används som projektil och rammar målet.
För att ge torpeden bra verkan vid anslag i mål är de traditionellt försedda med en kraftig minladdning i den främre konen av torpeden med anslagsantändning. Då örlogsfartyg i modern tid saknar väsentlig pansar är anslagstorpeder utformade för att skapa tryckskador i sidorna av skepp där de är mest känsliga för sprickningar och läckage.
Under historien har diverse metoder för att kontra torpeder testats. Några vanliga metoder under världskrigen var bland annat bältpansar och torpedskott.

## Etymologi
Torpediniformes är en fiskordning av elektriska rockor. De är inte alls torpedformade, men deras stöt berövar bytesdjuren rörelseförmågan. På motsvarande sätt lamslår människoskapade torpeder sina mål. På latin betyder torpere 'att domna', 'att vara stel'.

## Konstruktion
En vanlig torped är cylinderformad, ett antal meter lång med varierande längd, med en diameter/kaliber mellan 38 och 53 cm traditionellt och en vikt mellan ett par hundra kilo upp till flera ton.
I fören finns sprängämnet med en stridsspets för anslags- och/eller magnetisk avfyrning. Akteröver finns en drivmotor med propeller samt styranordning med gyroskop. Propelleraxeln kan vara ihålig och tjäna som avgasrör.

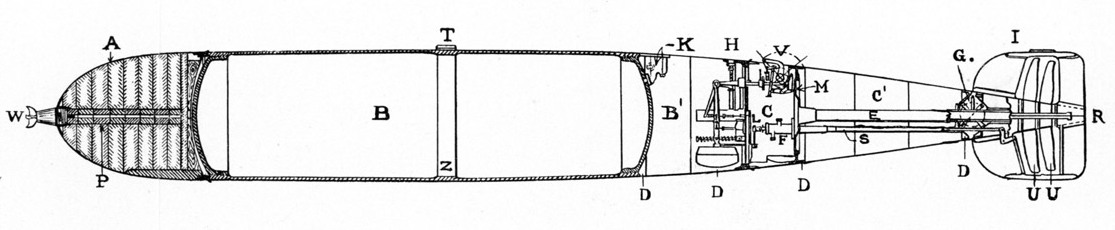
Ritning av en äldre Whitehead-torped

Torpeden skjuts ut med en torpedtub, ett cylindriskt rör som kan vara fast monterat eller svängbart. Utskjutningen sker med krutladdning eller komprimerad luft.

## Bärare
Torpeder används på diverse olika fordon. De används huvudsakligen på skepp som ubåtar och jagare, men även flygfarkoster som flygplan och helikoptrar. (se torpedbombare och ubåtsjakt)

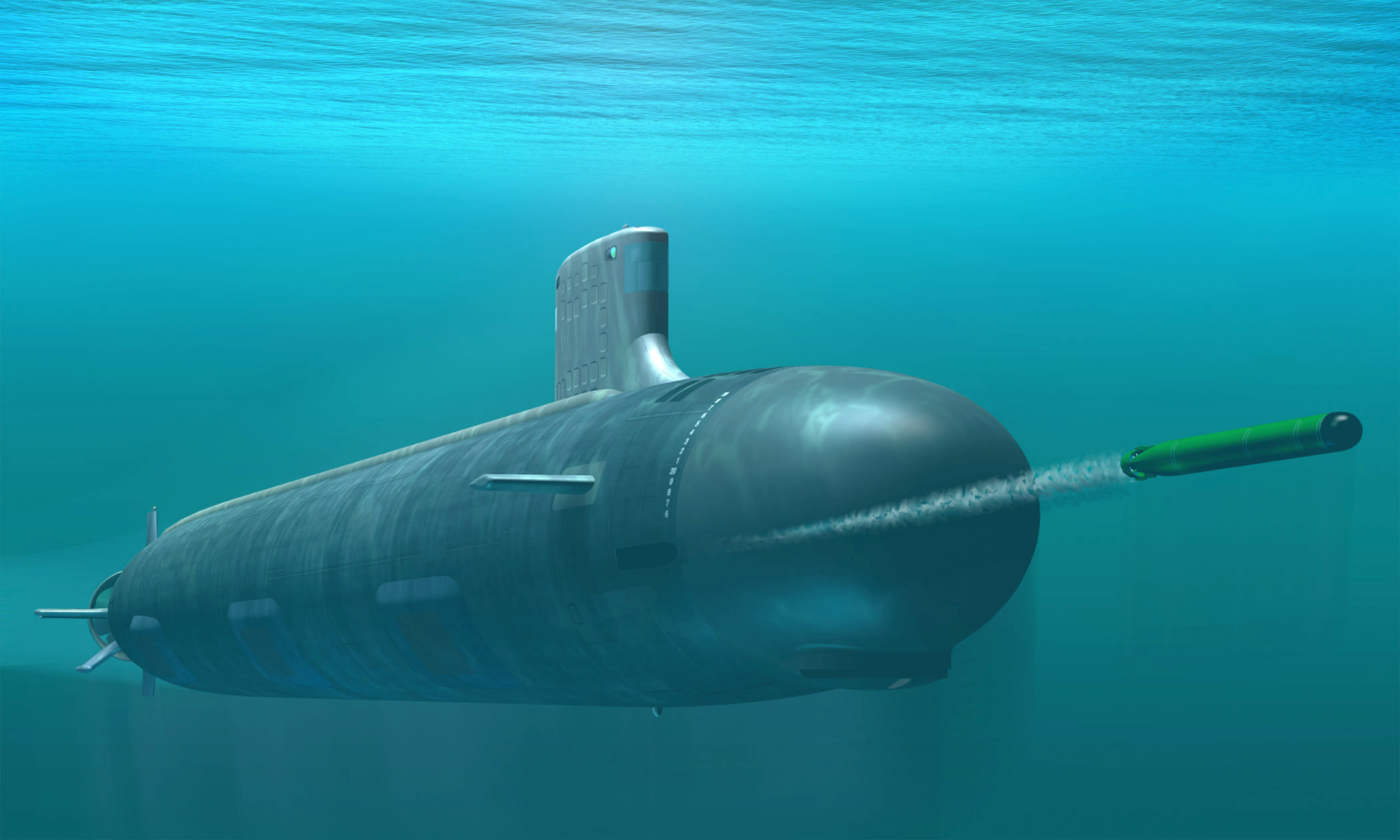
Torped som avfyras från en amerikansk Virginia-klass ubåt
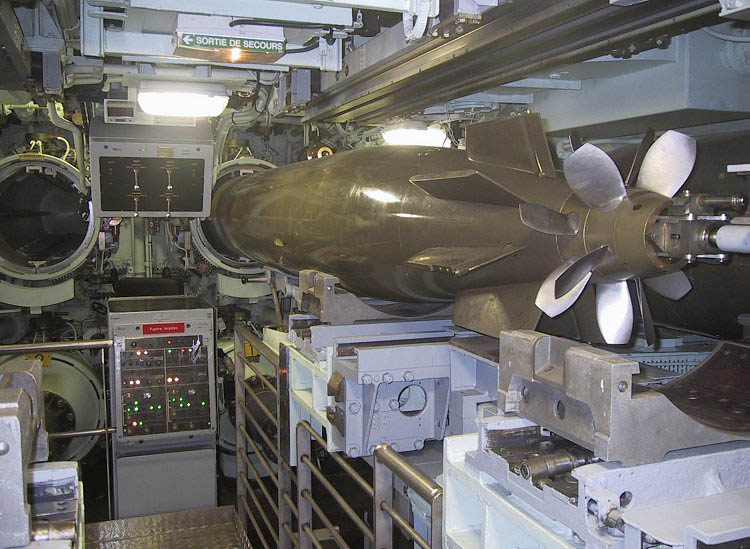
Torpedrummet i en ubåt
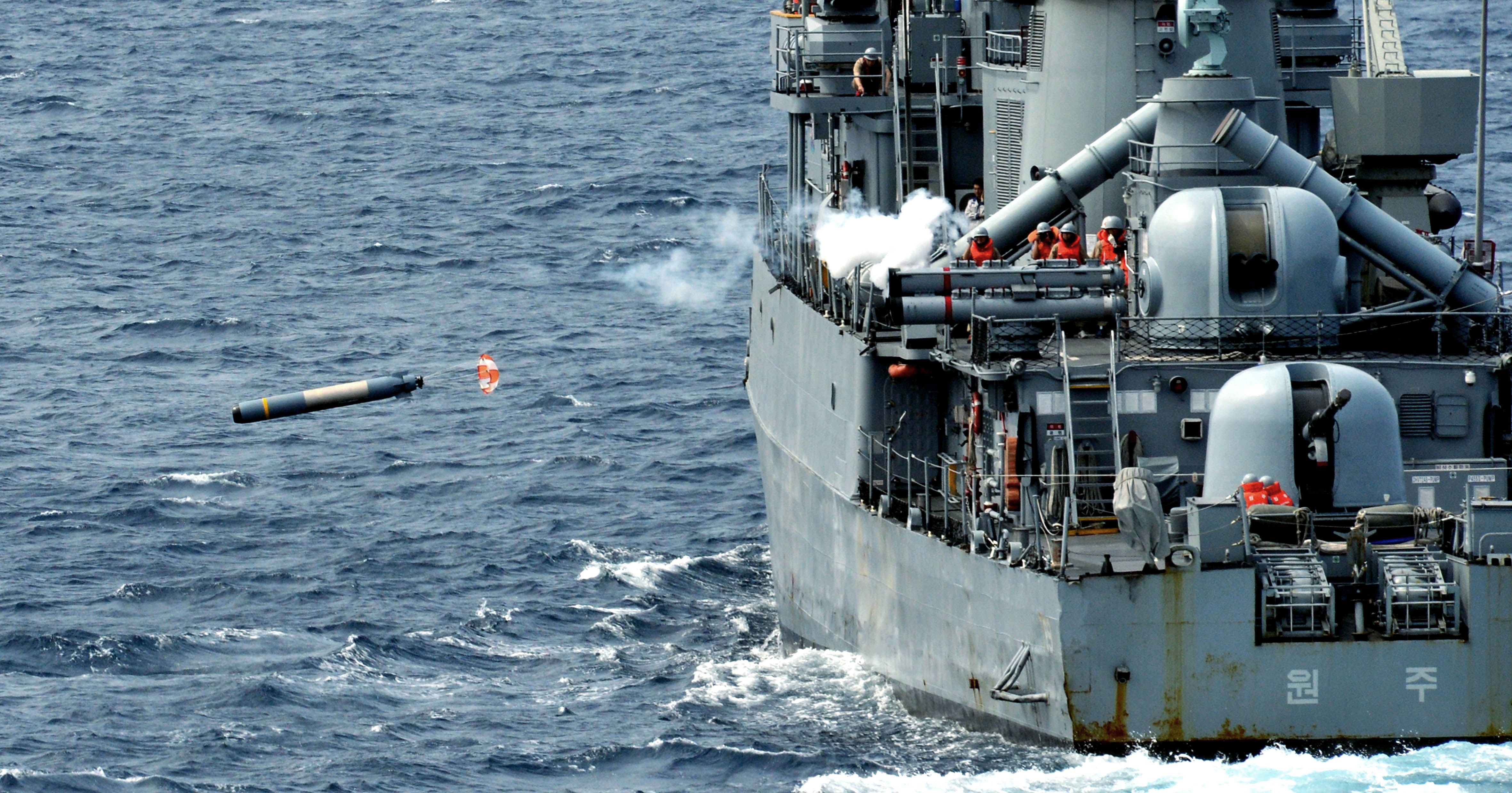
Torped som avfyras från en sydkoreansk Pohang-class korvett
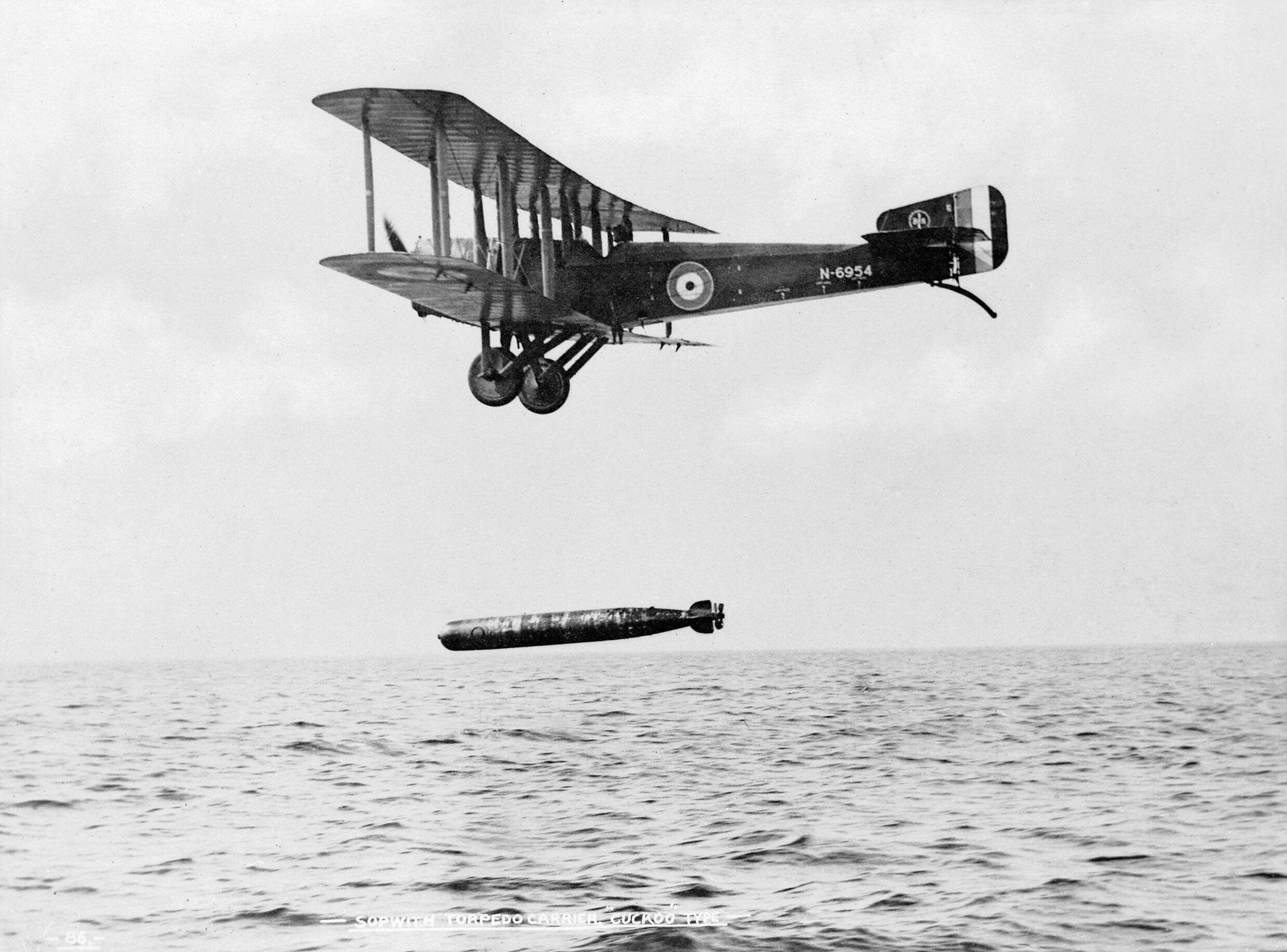
Flygtorped som släpps från en brittiskt Sopwith Cuckoo torpedbombare
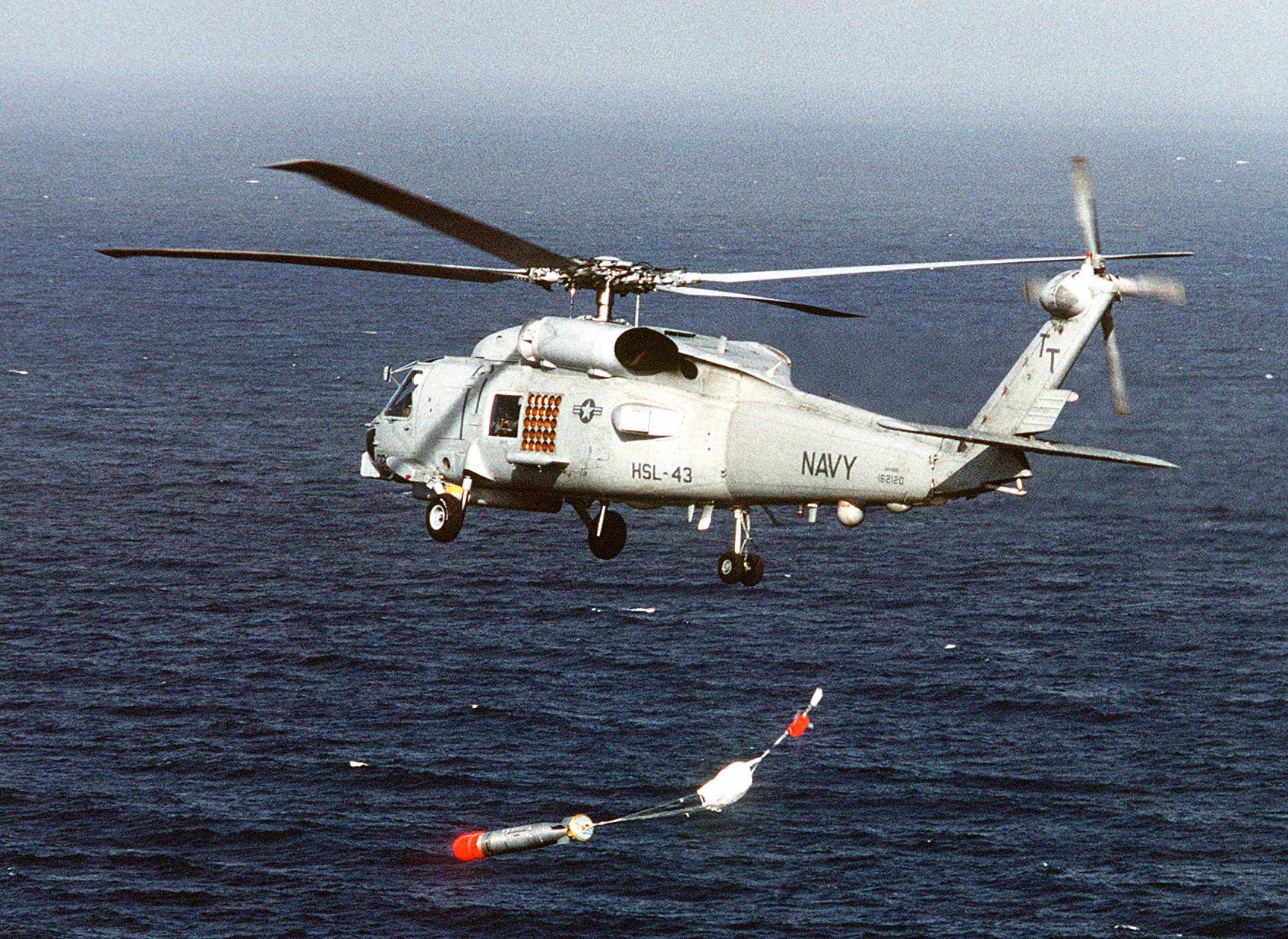
Ubåtsjakttorped som släpps från en amerikansk Sikorsky SH-60 Seahawk-helikopter

## Historia
Torpeden räknar sin tillkomst från 1864, då en österrikisk sjöofficer sökte hjälp hos den engelske ingenjören Robert Whitehead, för en idé, som gick ut på att med en obemannad, styrbar, maskindriven båt, fylld med krut och försedd med antändningsanordning, förstöra fientliga fartyg. Whitehead sökte nå målet genom att konstruera "båten" för gång helt och hållet under vattnet och hade 1868 sin första torped färdig. Den var omkring  3 meter lång och 35 centimeter i diameter. Som drivkraft användes komprimerad luft.
Från början avfyrades torpederna helt enkelt genom att de släpptes ner i vattnet från ett fartyg eller från land. Senare började man skjuta ut torpederna ur en torpedtub med hjälp av en krutladdning eller med tryckluft. En torpedtub kan vara fast eller rörlig. Fasta torpedtuber används främst på ubåtar och torpedbåtar. Rörliga torpedtuber används till lands, samt på kryssare och jagare. Torpeder kan även fällas från flygplan eller helikoptrar.
Whiteheads torpeder drevs av en tryckluftsmaskin men ganska snart började man experimentera med eldrift. Dagens torpeder är normalt försedda med en ångmaskin eller en elmotor. De första torpederna följde bara en rak kurs och exploderade vid anslag. Under första världskriget utvecklades torpeder som magnetiskt detekterade när de var under kölen på ett fartyg och där utlöste en explosion som skapade ett sådant tryck att det spräckte fartyget i två delar. Nyare torpeder kan vara trådstyrda och/eller målsökande.
Uppkomsten av de små och snabba torpedbåtarna runt år 1900 utgjorde ett hot mot slagskeppen vilket ledde till byggandet av torpedbåtsjagare (senare förkortat till jagare). Torpeder användes i första världskriget då bland annat det brittiska passagerarfartyget Lusitania sänktes 1915. Torpeden som vapen kom i full kraft under andra världskriget då torpedbombare och ubåtar sänkte fler fartyg än de stora örlogsfartygen med sitt sjöartilleri. Händelser där torpeder under denna tid spelat stor roll är bland annat sänkningen av slagskeppet Royal Oak, flyganfallet på italienska flottan i Taranto, jakten på slagskeppet Bismarck och anfallet mot Pearl Harbor.
USA utvecklade torpeden Mark 24 Mine under andra världskriget. Den släpptes från ett flygplan mot ubåtar och lyssnade efter målet.
Sovjetiska ubåtar var under kalla kriget försedda med torpeder med kärnvapenladdningar. En enda sådan torped kan förstöra ett hangarfartyg. U 137 konstaterades ha kärnvapenbestyckade torpeder ombord 1981.

## Torpedtyper

### Tung torped

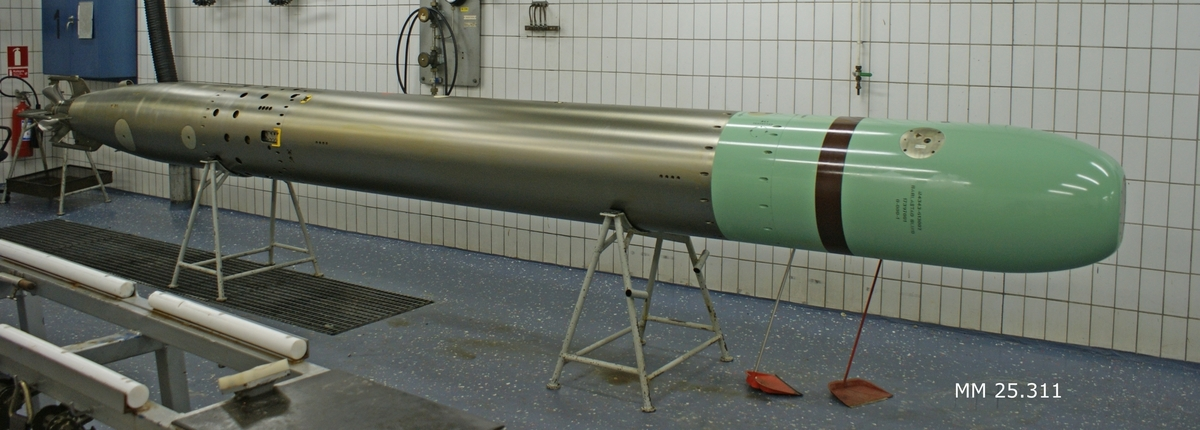
Tung torped (T-torped (trådstyrd)) i kaliber 53 cm av typen Torped 613

Tunga torpeder används av ubåtar och ytstridsfartyg mot ytfartyg. Moderna tunga torpeder är målsökande och/eller trådstyrda, har ofta diameter på 53 cm, längd på c:a 7 meter och väger ca 1800 kg, varav 300 kg är sprängämne.

### Lätt torped

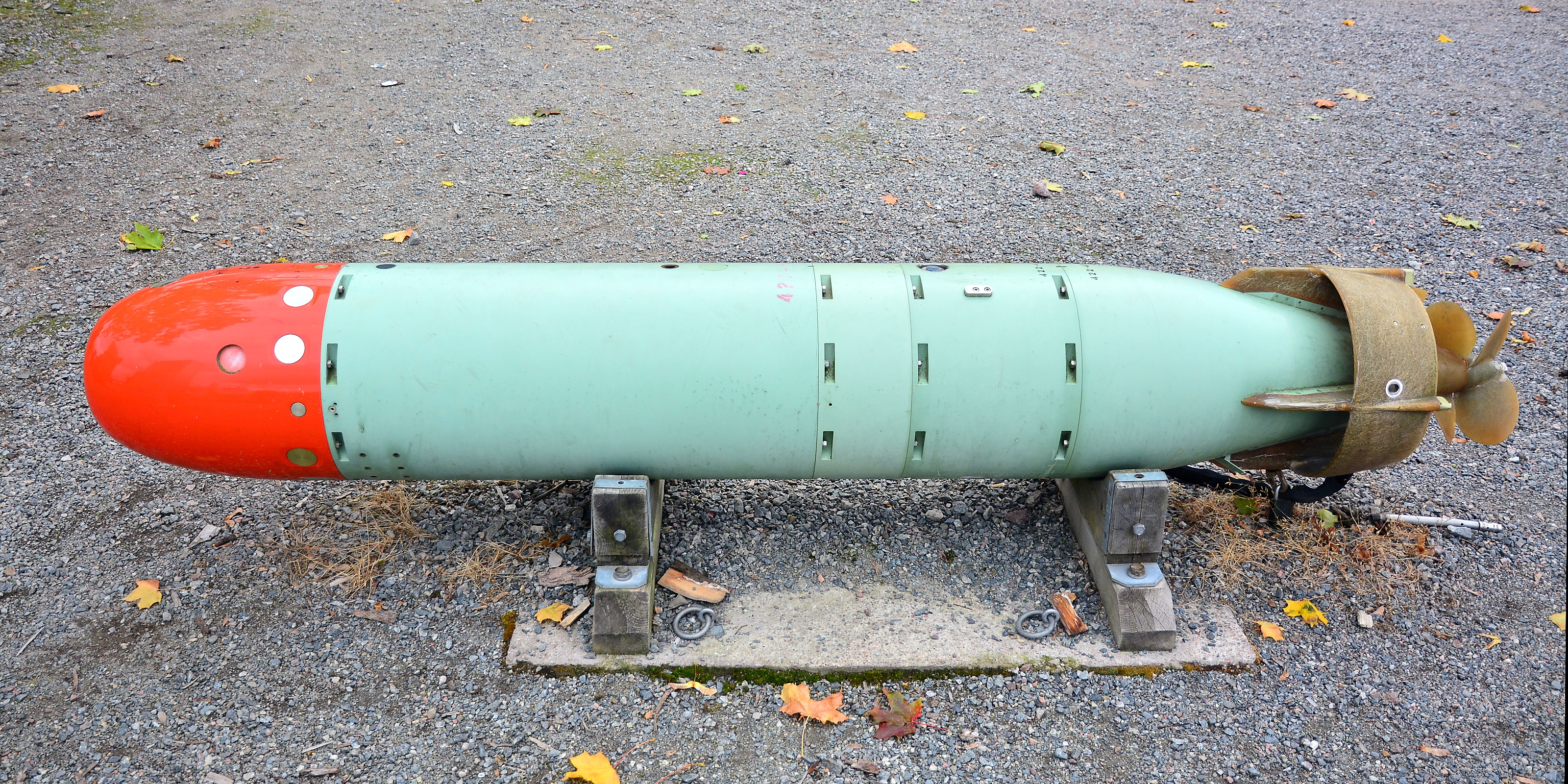
Lätt torped för ubåtsjakt av typen Torped 422

Lätta torpeder används av ubåtar, ytstridsfartyg och helikoptrar, främst mot ubåtar. Svenska lätta torpeder har diameter 40 cm, längd 2,85 m och väger 320 kg, varav drygt 50 kg är sprängämne.